# 俞国行
俞国行（1944年12月12日—），浙江诸暨人，中华人民共和国政治人物。

## 生平
早年曾任浙江省诸暨县青山公社党委副书记，诸暨县保安公社党委书记，共青团绍兴地委书记。
之后历任绍兴市委常委、宣传部长、秘书长、副市长、政法委书记、绍兴市委副书记，湖州市委书记、市人大常委会主任。
1998年，升任中共浙江省委常委，省公安厅厅长、党委书记兼省武警总队第一政委。
2003年1月，当选省人大常委会副主任、党组副书记，2007年5月，任浙江省人大常委会代理主任，2008年1月离职。